# Rumunia na Mistrzostwach Świata w Lekkoatletyce 2013
Rumunia na Mistrzostwach Świata w Lekkoatletyce 2013 – reprezentacja Rumunii podczas czempionatu w Moskwie liczyła 19 zawodników.

## Występy reprezentantów Rumunii

### Mężczyźni

#### Konkurencje biegowe
| Konkurencja   | Zawodnik        | Finał        | Finał   |
| Konkurencja   | Zawodnik        | Rezultat     | Pozycja |
| ------------- | --------------- | ------------ | ------- |
| Maraton       | Marius Ionescu  | 2:18:31      | 26.     |
| Chód na 50 km | Marius Cocioran | 4:04.58 (SB) | 40.     |

#### Konkurencje techniczne
| Konkurencja | Zawodnik      | Eliminacje | Eliminacje | Finał    | Finał   |
| Konkurencja | Zawodnik      | Rezultat   | Pozycja    | Rezultat | Pozycja |
| ----------- | ------------- | ---------- | ---------- | -------- | ------- |
| Skok w dal  | Adrian Vasile | 7,52 m     | 25.        | NQ       | NQ      |
| Trójskok    | Marian Oprea  | 16,91 m    | 7. q       | 16,82 m  | 6.      |
| Skok wzwyż  | Mihai Donisan | 2,26 m     | 16.        | NQ       | NQ      |

### Kobiety

#### Konkurencje biegowe
| Konkurencja                   | Zawodniczka | Eliminacje   | Eliminacje | Półfinał   | Półfinał | Finał        | Finał   |
| Konkurencja                   | Zawodniczka | Rezultat     | Pozycja    | Rezultat   | Pozycja  | Rezultat     | Pozycja |
| ----------------------------- | --- | ------------ | ---------- | ---------- | -------- | ------------ | ------- |
| Bieg na 200 m                 | Andreea Ograzeanu                                                                                                | 23,83        | 36.        | NQ         | NQ       | NQ           | NQ      |
| Bieg na 400 m                 | Bianca Razor | 51,51 (PB)   | 13. Q      | 51,49 (PB) | 13.      | NQ           | NQ      |
| Bieg na 800 m                 | Elena Mirela Lavric                                                                                              | 2:10,37      | 31.        | NQ         | NQ       | NQ           | NQ      |
| Bieg na 1500 m                | Ioana Doagă | 4:09,78      | 26.        | NQ         | NQ       | NQ           | NQ      |
| Sztafeta 4 × 400 m            | Adelina Pastor Elena Mirela Lavric Sanda Belgyan Bianca Răzor Alina Andreea Panainte (elim.) Camelia Florina Gal | 3:29,62 (SB) | 6. Q       | —          | —        | 3:28,40 (SB) | 7.      |
| Maraton                       | Simona Maxim | —            | —          | —          | —        | DNS          | -       |
| Bieg na 3000 m z przeszkodami | Ancuta Bobocel                                                                                                   | 9:35,78 (SB) | 6. q       | —          | —        | 9:53,35      | 13.     |

#### Konkurencje techniczne
| Konkurencja    | Zawodniczka    | Eliminacje   | Eliminacje | Finał    | Finał   |
| Konkurencja    | Zawodniczka    | Rezultat     | Pozycja    | Rezultat | Pozycja |
| -------------- | -------------- | ------------ | ---------- | -------- | ------- |
| Pchnięcie kulą | Anca Heltne    | 17,76 m      | 15.        | NQ       | NQ      |
| Rzut młotem    | Bianca Perie   | 71,32 m (SB) | 10. q      | 71,25 m  | 11.     |
| Rzut dyskiem   | Nicoleta Grasu | 56,31 m      | 22.        | NQ       | NQ      |
| Rzut oszczepem | Eliza Toader   | 55,76 m      | 25.        | NQ       | NQ      |